# Hermogène (juriste)
Aurelius Hermogenianus (francisée en Hermogène) est un jurisconsulte romain, qui vivait au IVe siècle de notre ère, du temps de Dioclétien.

## Biographie
Il forma un recueil de constitutions impériales, de 290 à 365, recueil connu sous le titre de Codex Hermogenianus, et qui fut d'une grande utilité lorsqu'on élabora le code justinien. Des fragments de cet
ouvrage ont été publiés dans divers recueils, entre autres, dans la Jurisprudentia antejustinianea, de Schultius. On lui attribue, en outre, un Epitome juris, sur lequel il existe un commentaire de Finestres y Montsalvo (Cervera, 1757, in-4°).